# Henrik IV av England
Henrik IV (engelska: Henry IV), född 15 april 1367, död 20 mars 1413, var kung av England 1399–1413 och son till Johan av Gent och ”Blanka”, Blanche av Lancaster. Han föddes på Bolingbroke Castle i Lincolnshire, och kallas därför ibland även för Henrik Bolingbroke. 

## Rikard II
Henriks far, Johan av Gent, var den tredje, och äldste överlevande av kung Edvard III:s söner, och hade en betydande position och mycket makt under Rikard II:s regeringstid. Henrik däremot hade en mer komplicerad relation till Rikard. De var kusiner och barndomskamrater och antogs samtidigt i Strumpebandsorden 1377, men Henrik deltog i Lords Appellants uppror mot kungen 1387. Efter att ha återfått makten straffade inte Rikard Henrik (många av de andra revolterande baronerna avrättades eller utvisades) utan befordrade honom faktiskt till hertig av Hereford. Relationen mellan Henrik och Rikard nådde en andra kris 1398, då Rikard förvisade Henrik från riket i tio år — med Johan av Gents godkännande — för att undvika en blodsfejd mellan Henrik Bolingbroke och earlen av Mowbray som landsförvisades på livstid.
Följande år dog Johan av Gent, och utan förklaring drog Rikard in de rättsliga dokument som skulle ha låtit Henrik ärva Johans land automatiskt, istället skulle han bli tvungen att få tillbaka dem genom Rikard. 
Efter en viss tvekan träffade Henrik den förvisade Thomas Arundel, tidigare (och blivande) ärkebiskop av Canterbury, som hade förlorat sin position i och med sin inblandning med Lords Appellant, och Bolingbroke och Arundel återvände till England medan Rikard var på ett fälttåg i Irland. Med Arundel som sin rådgivare, inledde Henrik sitt fälttåg och erövrade land från de som var emot honom och beordrade sina soldater att förstöra så mycket som möjligt av Cheshire. Henrik Bolingbroke fick snart tillräckligt med makt och stöd för att kunna utropa sig som kung Henrik IV och spärra in Rikard (som sedan dog i fängelset under mystiska omständigheter) och förbigå Rikards tronföljare Edmund Mortimer. Henriks kröning 13 oktober 1399 är känd som den första gången sedan den normandiska erövringen som en kung håller ett tal på engelska. Henrik rådfrågade parlamentet ofta, särskilt i kyrkliga frågor. Henrik var den förste engelska kung som tillät bränning av kättare, detta på Arundels inrådan, huvudsakligen för att kväsa Lollardrörelsen.

## Äktenskap och barn

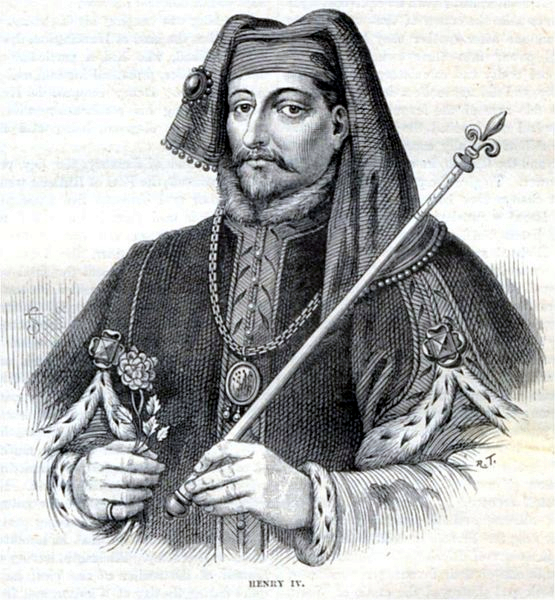
Henrik IV av England
(ca 1902)

Henrik gifte sig 1380 med Marie de Bohun; de fick två döttrar och fyra söner, en av dem var den blivande Henrik V av England. 1406 gifte sig en av döttrarna, Filippa, med Erik av Pommern, kung över Danmark, Norge och Sverige. Marie dog 1394, och 1403 gifte Henrik om sig med Johanna av Navarra, dotter till Charles d'Evreux, kung av Navarra. Hon var änka efter Johan IV av Bretagne, med vilken hon hade fyra döttrar och fyra söner, men hon och Henrik fick inga barn. Det faktum att han hade fyra söner från det tidigare äktenskapet var utan tvekan en nyckelfråga vid trontillträdet. Rikard II hade inga barn och Rikards tronarvinge Mortimer var bara sju år.
Äktenskap:
1. Marie de Bohun
2. Johanna av Navarra

Barn med Marie de Bohun:
1. Henrik V av England
2. Thomas av Clarence
3. John av Bedford
4. Humphrey av Gloucester
5. Blanka av England, gift med Ludvig III (Pfalzgreve)
6. Filippa av England, gift med Erik av Pommern.

## Kupper, uppror och mordförsök
Henrik ägnade en stor del av sin regeringstid med att försvara sig mot kupper, uppror och mordförsök. Hans första problem var vad han skulle göra med den avsatte Rikard, och efter att mordkomplott på den förre kungen omintetgjorts beordrade han troligtvis att kusinen skulle svältas ihjäl i början av 1400, men för detta finns dock inga bevis. Rikards lik lades ut för offentlig visning i den gamla S:t Pauls Cathedral för att visa dem som stött honom att han verkligen var död.
Upproren fortsatte genom de första tio åren av Henriks regeringstid, däribland 
Owen Glendowers revolt, han som utropade sig som Prins av Wales 1400, och Henrik Percys uppror. Kungens framgångar i att kväsa uppror berodde delvis på hans äldste son Henrik V, den yngre Henrik (som hade haft en nära relation med Rikard II) tog över en stor del av den faktiska makten från den alltmer sjuklige fadern kring 1410.
1406 tillfångatog engelska soldater den blivande Jakob I av Skottland då han var på väg till Frankrike. Jakob förblev fånge under resten av Henriks regeringstid.

## Sjukdom och död
De sista åren av Henriks regeringstid kännetecknades av allvarliga hälsoproblem. Han hade fått någon form av vanställande hudsjukdom samt fick akuta attacker av någon allvarlig sjukdom i juni 1405, april 1406, juni 1408, under vintern 1408–1409, december 1412, och slutligen ett dödligt anfall i mars 1413. Medicinhistoriker har länge debatterat om vad det var för åkomma eller åkommor. Hudsjukdomen kan ha varit lepra (vilket inte betyder exakt samma sak som i modern medicin), möjligtvis psoriasis, eller  syfilissymptom eller något annat. De akuta attackerna har förklarats på väldigt många olika sätt, allt från epilepsi till någon form av hjärtsjukdom.
1413 dog Henrik i Jerusalemkammaren i abboten av Westminsters hus. Han begravdes i katedralen i Canterbury. Hans lik var väl balsamerat, vilket en gravöppning några hundratals år senare visade.

## Anfäder
|                      |  |  |  |  |  |  |  |                      |  |  |  |  |  |  |  |                                            |  |  |  |  |  |  |  | Edvard II av England         |
|                      |  |  |  |  |  |  |  |                      |  |  |  |  |  |  |  |                                            |  |  |  |  |  |  |  |                              |
|                      |  |  |  |  |  |  |  |                      |  |  |  |  |  |  |  | Edvard III av England                      |  |  |  |  |  |  |  |                              |
|                      |  |  |  |  |  |  |  |                      |  |  |  |  |  |  |  |                                            |  |  |  |  |  |  |  |                              |
|                      |  |  |  |  |  |  |  |                      |  |  |  |  |  |  |  |                                            |  |  |  |  |  |  |  | Isabella av Frankrike        |
|                      |  |  |  |  |  |  |  |                      |  |  |  |  |  |  |  |                                            |  |  |  |  |  |  |  |                              |
|                      |  |  |  |  |  |  |  | Johan av Gent        |  |  |  |  |  |  |  |                                            |  |  |  |  |  |  |  |                              |
|                      |  |  |  |  |  |  |  |                      |  |  |  |  |  |  |  |                                            |  |  |  |  |  |  |  |                              |
|                      |  |  |  |  |  |  |  |                      |  |  |  |  |  |  |  |                                            |  |  |  |  |  |  |  | Wilhelm III av Holland       |
|                      |  |  |  |  |  |  |  |                      |  |  |  |  |  |  |  |                                            |  |  |  |  |  |  |  |                              |
|                      |  |  |  |  |  |  |  |                      |  |  |  |  |  |  |  | Philippa av Hainault                       |  |  |  |  |  |  |  |                              |
|                      |  |  |  |  |  |  |  |                      |  |  |  |  |  |  |  |                                            |  |  |  |  |  |  |  |                              |
|                      |  |  |  |  |  |  |  |                      |  |  |  |  |  |  |  |                                            |  |  |  |  |  |  |  | Johanna av Valois            |
|                      |  |  |  |  |  |  |  |                      |  |  |  |  |  |  |  |                                            |  |  |  |  |  |  |  |                              |
| Henrik IV av England |  |  |  |  |  |  |  |                      |  |  |  |  |  |  |  |                                            |  |  |  |  |  |  |  |                              |
|                      |  |  |  |  |  |  |  |                      |  |  |  |  |  |  |  |                                            |  |  |  |  |  |  |  | Henry, 3:e earl av Lancaster |
|                      |  |  |  |  |  |  |  |                      |  |  |  |  |  |  |  |                                            |  |  |  |  |  |  |  |                              |
|                      |  |  |  |  |  |  |  |                      |  |  |  |  |  |  |  | Henry av Grosmont, 1:e hertig av Lancaster |  |  |  |  |  |  |  |                              |
|                      |  |  |  |  |  |  |  |                      |  |  |  |  |  |  |  |                                            |  |  |  |  |  |  |  |                              |
|                      |  |  |  |  |  |  |  |                      |  |  |  |  |  |  |  |                                            |  |  |  |  |  |  |  | Maud Chaworth                |
|                      |  |  |  |  |  |  |  |                      |  |  |  |  |  |  |  |                                            |  |  |  |  |  |  |  |                              |
|                      |  |  |  |  |  |  |  | Blanche av Lancaster |  |  |  |  |  |  |  |                                            |  |  |  |  |  |  |  |                              |
|                      |  |  |  |  |  |  |  |                      |  |  |  |  |  |  |  |                                            |  |  |  |  |  |  |  |                              |
|                      |  |  |  |  |  |  |  |                      |  |  |  |  |  |  |  |                                            |  |  |  |  |  |  |  | Henry de Beaumont            |
|                      |  |  |  |  |  |  |  |                      |  |  |  |  |  |  |  |                                            |  |  |  |  |  |  |  |                              |
|                      |  |  |  |  |  |  |  |                      |  |  |  |  |  |  |  | Isabel de Beaumont                         |  |  |  |  |  |  |  |                              |
|                      |  |  |  |  |  |  |  |                      |  |  |  |  |  |  |  |                                            |  |  |  |  |  |  |  |                              |
|                      |  |  |  |  |  |  |  |                      |  |  |  |  |  |  |  |                                            |  |  |  |  |  |  |  | Alice Comyn                  |
|                      |  |  |  |  |  |  |  |                      |  |  |  |  |  |  |  |                                            |  |  |  |  |  |  |  |                              |